# Julio Aragón
Julio Aragón Cerón (Cali, Colombia; 18 de julio de 1927-Bartow, Estados Unidos; 16 de mayo de 2009), más conocido como Shinola, fue un futbolista colombiano quien desarrolló la mayor parte de su carrera deportiva en los equipos del Valle del Cauca, Deportivo Cali y América de Cali. Fue, después de su retiro y por mucho tiempo, goleador histórico de los Diablos Rojos y un gran ídolo del fútbol colombiano en el Dorado.
Su apodo se debía a una marca de betún famosa de los años 20 y 30 en Colombia, en sus 2 etapas con América convirtió un total de 60 goles disputando 207 partidos, siendo superado algunos años después por Camilo Rodolfo Cervino.

## Familia
Julio Aragón Cerón, era hijo del caleño Julio Aragón y de Gregoria Cerón, mujer nacida en la población de Puracé, Cauca, desde donde emigró a la ciudad de Cali en los años veinte y cofundó lo que hoy es el barrio Obrero. Doña Gregoria era hija del ganadero Manuel Cerón Concha.

## Trayectoria
Inició su carrera en 1943 jugando para un equipo amateur muy de moda en ese entonces en la capital del Valle y que tenía el nombre del mítico equipo argentino River Plate; En 1946 llega al Deportivo Cali donde empieza a mostrar sus aptitudes goleadoras que combinadas con una picardía y agilidad, batía sin ningún esfuerzo a los mejores porteros de la época. Mostró su talento en las mejores canchas del país y del extranjero, en plena época del fútbol aficionado en Colombia.
En 1948 inicio del primer campeonato profesional, en él Shinola jugaba como titular del Deportivo Cali, al lado de Severiano Ramos y Leticiano Guzmán, acompañados del goleador argentino Ricardo “Tanque” Ruiz y de Moisés Emilio Reuben. Esa era la delantera del Deportivo Cali que en su gran mayoría sería desplazada por el Rodillo Negro.
Luego de una fuerte lesión en 1950 pasó al Atlético Municipal que en esa época estaba armando un equipo netamente criollo manteniéndose por 2 temporada y disputando 52 partidos y anotando 12 goles. En 1952 jugaría con el América de Cali de Julio Tocker pero al desaparecer el equipo en 1953 fichó por Millonarios, uno de los mejores equipos del mundo en ese momento, que en aquel entonces afrontaba la partida de grandes figuras de El Dorado, sin embargo, gracias a su picardia y juego efectivo logró el título de aquel año con el cuadro albiazul. En Millonarios jugó 21 partidos, anotó 4 goles e hizo giras a Perú, Ecuador, Chile, Venezuela y Centroamérica.
En 1954 regresa al América en su reaparición en Palmira. Fue esta etapa la que lo consagró como un auténtico ídolo y referente inmediato en la épocas más duras del club. Fue dirigido por mucho tiempo por el maestro Edgar Mallarino quien le daría paso a Adolfo Pedernera. Entre 1960 y 1961 formaría una de las escuadras más recordadas del cuadro rojo que solamente le faltó el título; se retiró en 1962.

## Clubes
| Club                | País     | Año         |
| ------------------- | -------- | ----------- |
| River Plate de Cali | Colombia | 1943 - 1945 |
| Deportivo Cali      | Colombia | 1946 - 1949 |
| Atlético Municipal  | Colombia | 1950 - 1951 |
| América de Cali     | Colombia | 1952        |
| Millonarios         | Colombia | 1953        |
| América de Cali     | Colombia | 1954-1962   |

## Palmarés

### Campeonatos nacionales
| Título           | Club        | País     | Año  |
| ---------------- | ----------- | -------- | ---- |
| Primera División | Millonarios | Colombia | 1953 |

## Selecciones Nacionales
En 1957 integró la Selección  Colombia que jugó el Campeonato Suramericano de Lima, donde se logró una histórica victoria contra la todopoderosa Selección Uruguaya 1-0 y la peor derrota de la histórica ante Brasil (0-9).

### Participación en la Copa América
| Torneo               | Sede | Resultado | Partidos |
| -------------------- | ---- | --------- | -------- |
| Suramericano de 1957 | Lima | Quinto    | 3        |